# Чукурбулак
Чукурбулак (каз. Шұқырбұлақ) — село в Тюлькубасском районе Туркестанской области Казахстана. Входит в состав Рыскуловского сельского округа. Код КАТО — 516057400.

## Население
В 1999 году население села составляло 1570 человек (778 мужчин и 792 женщины). По данным переписи 2009 года, в селе проживало 1849 человек (920 мужчин и 929 женщин).